# Pteronisis incerta
Pteronisis incerta är en korallart som beskrevs av Philip Alderslade 1998. Pteronisis incerta ingår i släktet Pteronisis och familjen Isididae. Inga underarter finns listade i Catalogue of Life.